# Grazzano Badoglio
Grazzano Badoglio (antiga Grazzano Monferrato) é uma comuna italiana da região do Piemonte, província de Asti, com cerca de 639 habitantes. Estende-se por uma área de 10 km², tendo uma densidade populacional de 64 hab/km². Faz fronteira com Casorzo, Grana, Moncalvo, Ottiglio (AL), Penango.<

## Demografia
| Variação demográfica do município entre 1861 e 2011                               |
|                                                                                   |
| Fonte: Istituto Nazionale di Statistica (ISTAT) - Elaboração gráfica da Wikipedia |